# Dialekt chełmińsko-kociewsko-warmiński

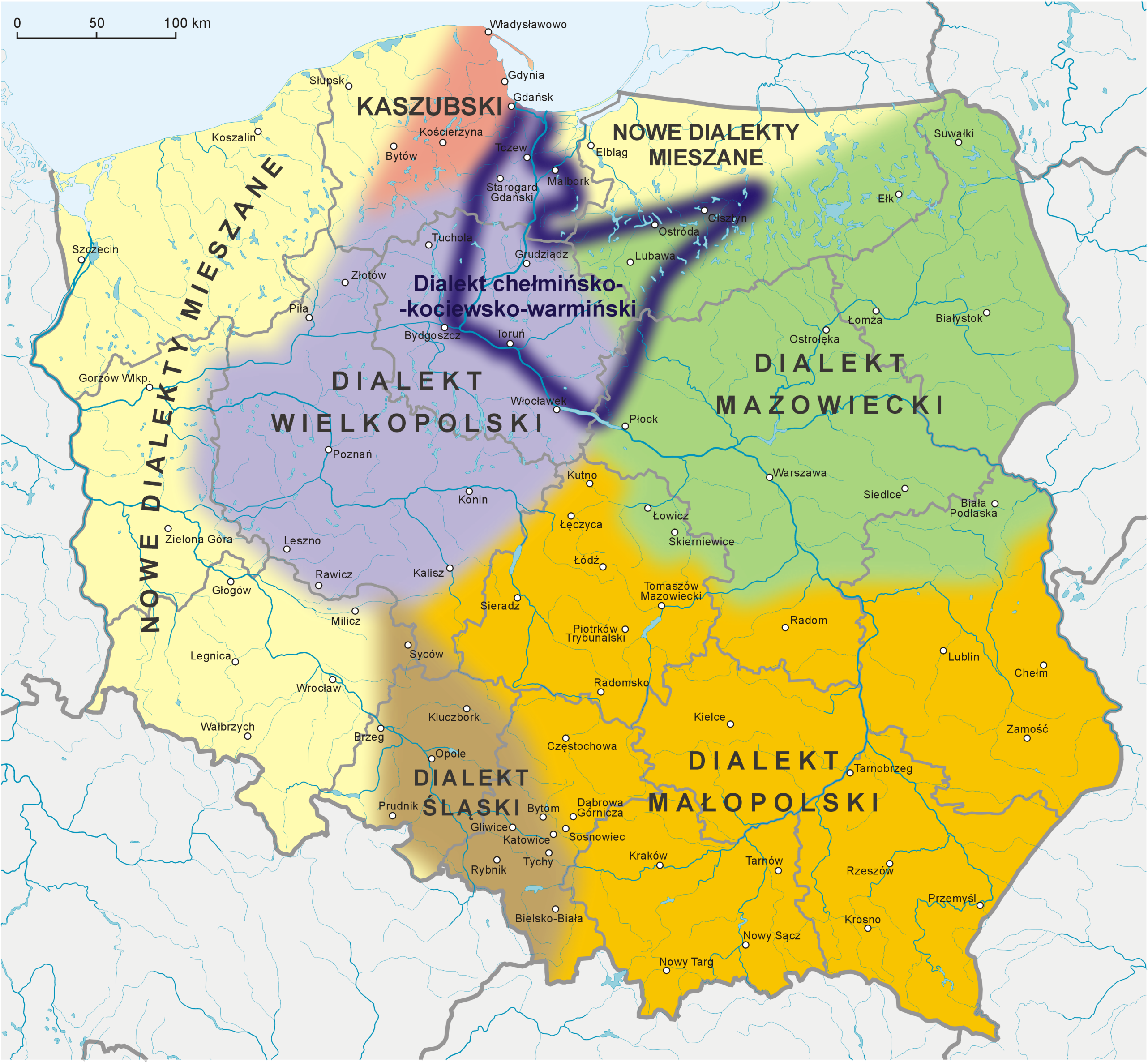
Zasięg dialektu chełmińsko-kociewsko-warmińskiego na tle zasięgów dialektów języka polskiego według Urbańczyka w modyfikacji A. Krawczyk-Wieczorek

Dialekt chełmińsko-kociewsko-warmiński – zespół młodszych gwar uznawanych przez część dialektologów za odgałęzienie dialektu wielkopolskiego, natomiast przez inną część uczonych traktowany jako odrębna jednostka dialektologiczna. Obecnie gwara warmińska, gwary ostródzkie i gwary lubawskie zaliczane są raczej do gwar dialektu mazowieckiego ze względu na silny wpływ sąsiednich gwar północno-wschodnich.
Powstał na skutek napływu między XV a XVII wiekiem ludności polskiej z Wielkopolski, Kujaw i Pałuk, mówiącej gwarami dialektu wielkopolskiego na słabo zaludnione tereny objęte panowaniem zakonu krzyżackiego, który zdziesiątkował zamieszkującą tam wcześniej ludność autochtoniczną. Napływ polskich osadników na ziemię dobrzyńską oraz ziemię chełmińską wcześniej zamieszkane przez zdziesiątkowaną ludność pochodzenia mazowieckiego zaowocował powstaniem tam gwar chełmińsko-dobrzyńskich. Napływ polskich kolonistów na tereny zamieszkane wcześniej przez Pomorzan spowodował ukształtowanie się gwar Kociewia. Podobnie osiedlenie się polskiej ludności na Warmii zamieszkanej wcześniej przez bałtyjskich Prusów doszczętnie wytępionych lub zgermanizowanych przez Krzyżaków doprowadziło do powstania gwary warmińskiej.
Dialekt chełmińsko-kociewsko-warmiński to dialekt o właściwościach zbliżonych do wielkopolskich (przede wszystkim nie występuje w nim mazurzenie), ale posiada też wiele cech mazowieckich, zwłaszcza gwara warmińska.